# Бедфорд (Виргиния)
Бе́дфорд (англ. Bedford) — город (городской округ), расположенный в центральной части штата Виргиния (США). Население — 6 299 (на 2000 г.).

## Демография
Расовый состав: европеоидная 75,33 %, негроидная и европеоиднонегороидная 22,38 %, американоидная 0,24 %, европеоидноамериканоидная 0,89 %, монголоидная 0,57 %, прочие 0,59 %. Возрастная структура: до 18 лет — 21,6 %, 18-24 — 7,2 %, 25-44 — 27,8 %, 45-64 — 20,7 %, после 65 лет — 22,6 %.
Средний показатель доходов для домашнего хозяйства в городе составлял 28 792$, и средний показатель доходов для семьи составлял 35 023$. У мужчин был средний показатель доходов 28 668$ в сравнении 18 065$ для женщин. Доход на душу населения для города составлял 15 423$. Приблизительно 15,4 % семей и 19,7 % совокупности были ниже черты бедности, включая 29,4 % из тех, кто младше 18, и 11,1 % из тех старше 65 лет.

### Известные люди
Здесь родилась Вивиан Аунспо (1869—1960) — американская художница.

## Достопримечательности
6 июня 2010 в городском мемориальном парке был установлен бюст Сталину наряду с лидерами антигитлеровской коалиции других стран. Это вызвало острые дискуссии общественности.